# سام ماسون
سام ماسون (بالإنجليزية: Sam Mason)‏ هي مقدمة تلفزيونية بريطانية، ولدت في 1968.